# Чон Те Се
Чон Те Се (кор. 정대세; народився 2 березня 1984; Нагоя, Японія) —  північнокорейський футболіст, нападник німецького клубу «Бохум» та національної збірної Корейської Народно-Демократичної Республіки.

## Біографія
Народився в японському місті Нагоя префектури Айті в сім'ї дзайніті (постійних етнічних корейських жителів Японії). Батьки хотіли дати йому корейську освіту, тому він навчався у закладах, що спонсорує КНДР, серед яких Корейський університет в Токіо.
Футболом почав займатися в початковій школі. Навчаючись в університеті (на відділені фізичної культури), він вже готувався до кар'єри футболіста. Після закінчення навчання, у 2006 році підписав контракт з «Кавасакі Фронтале». Зіграв за клуб близько 100 матчів та забив понад 40 голів. За цей період клуб добився значних результатів, тричі вигравши срібло (2006, 2008, 2009) та дебютувавши на міжнародній арені.
В тому ж 2006 році дебютував і в складі збірної КНДР. У двох дебютних поєдинках за збірну забив у ворота суперників (Монголії та Макао) 8 м'ячів. У складі збірної КНДР виступав на чемпіонаті світу у ПАР.